# Dynastie Zurayide
1083–1174
Entités précédentes :
- Dynastie sulayhide

Entités suivantes :
- Dynastie ayyoubides

La dynastie Zurayide (arabe : بنو زريع, Banū Zuraiʿ) était une dynastie hamdanide yéménite basée au Yémen entre 1083 et 1174. Le centre de leur pouvoir était Aden. Les Zurayides subirent le même sort que les sultans hamdanides, les Sulaymanides et les Mahdides, leurs terres étant prises par les Ayyoubides, et eux-mêmes étant anéantis. Il s'agissait d'une dynastie chiite ismaélienne qui suivait les califes fatimides basés en Égypte. Ils étaient également des ismaéliens hafizi (en), contrairement aux ismaéliens taiyabi (en).

## La connexion Sulayhide
La dynastie Zurayide avait une forte affiliation avec les Sulayhids, commençant par une origine commune ismaélienne hamdanide, le vassalage et, finalement, les mariages entre membres de la famille, notamment avec la dernière reine Sulayhide.

### Origine commune ismaélienne hamdanide
Les dynasties Sulayhide et Zurayide ont toutes deux été fondées par des dais religieux ismaéliens hamdanides, qui prêchaient l'ismaélisme avec le soutien du califat fatimide (à l'époque couvrant l'Afrique du Nord, la Sicile et une partie du Levant). Elles étaient également affiliées tributairement aux Hamdan, en compétition avec les dynasties sunnites himyarites et l'État zaydi émergent de Sa'ada. Cette connexion ismaélienne mena finalement à la disparition des dynasties ismaéliennes hamdanides, remplacées par des dynasties sunnites et zaydi, forçant les clans Hamdan à se convertir aux sectes zaydi ou sunnite (à l'exception des enclaves ismaéliennes de Haraz (en) et Najran).

### Vassaux des sulayhides
Concernant l'histoire de la dynastie, nous disposons de très peu d'informations. Ce que nous savons provient principalement de la chronique du XIIe siècle d'‘Umarah, qui avait des contacts personnels avec les derniers princes. Selon son récit, le souverain sulayhide Ali al-Sulayhi (en) (vers 1066 ou 1081) soumit le port important d'Aden, qui était alors gouverné par les Banu Ma'n, en 1062. Cette famille était également maîtresse de Lahij, Abyan, Shihr et Hadramaout. Le clan himyarite des Banu Ma'n payait un tribut jusqu'à la mort d'Ali, puis déclara son indépendance. Cependant, le fils d'Ali, Al-Mukarram Ahmad, investit immédiatement Aden et mit fin au règne de la famille. À la place, deux frères nommés Al-Abbas et Al-Msaod, fils d'Al-Karam, furent appelés. Les deux frères prirent le pouvoir en 1083 et partagèrent les affaires gouvernementales entre eux. Al-Abbas résidait à Ta'kar et s'occupait du commerce avec l'intérieur, tandis qu'Al-Msaod résidait dans le château d'al-Khadra et gérait le transport maritime. Chaque année, environ 100 000 dinars étaient payés en tribut à Al-Mukarram.

### Mariage et absorption de la dynastie Sulayhide
Après avoir pris le contrôle de l'Arabie du Sud côtière (de Taïz à Dhofar), le roi Muhammad bin Saba épousa la dernière reine Sulayhide, Arwa Al-Sughra, et par effet hérita des possessions restantes des Sulayhides. Le contrôle Zurayide resta direct dans le centre et le sud du Yémen et nominal dans le nord du Yémen jusqu'à ce que la dynastie soit renversée par l'expansion ayyoubide.

## Régner à Aden et Lahij
Al-Abbas mourut en 1084. Son fils Zuray, qui donna son nom à la dynastie, régna ensuite avec son oncle Al-Msaod. Ils participèrent à la campagne du chef Sulayhide al-Mufaddal contre la capitale najahide Zabid et furent tous deux tués lors du siège (1110). Leurs fils respectifs cessèrent de payer le tribut à la reine Sulayhide Arwa al-Sulayhi. Ils furent défaits par une expédition Sulayhide, mais la reine Arwa accepta de réduire le tribut de moitié, à 50 000 dinars par an. Les Zurayides ne payèrent à nouveau pas et furent une fois de plus contraints de céder à la puissance des Sulayhides, mais cette fois, le tribut annuel provenant des revenus d'Aden fut réduit à 25 000. Plus tard, ils cessèrent même de payer cette somme, car le pouvoir des Sulayhides était en déclin. Après 1110, les Zurayides exercèrent ainsi un pouvoir indépendant pendant plus de 60 ans dans la ville, soutenus par le commerce international. Les chroniques mentionnent des biens de luxe tels que des textiles, des parfums et de la porcelaine, provenant de régions comme l'Afrique du Nord, l'Égypte, l'Irak, Oman, Kirman (en) et la Chine. Après le décès de la reine Arwa al-Sulayhi en 1138, les Fatimides au Caire maintinrent une représentation à Aden, ajoutant ainsi encore plus de prestige aux Zurayides.

## Les deux dynasties
Les descendants des frères Al-Abbās et Al-Msaod vécurent dans une rivalité sévère les uns avec les autres. À cause de cela, les constellations de pouvoir changeaient fréquemment. Les deux branches se rencontrèrent en guerre ouverte en 1138. La faction d'Ali bin Abi Al-Gharat bin Al-Msaod fut défait par son parent Saba bin Abi Saud et fut chassée d'Aden ; Ali sera plus tard tué lors de la bataille de Za'za' à Lahij en 1150, les déplaçant ainsi de Lahij. Les fils du vainqueur Saba eurent également une querelle. Mais ces rivalités alimentaient aussi des ambitions d'expansion[réf. nécessaire].

## Expansion zurayide
Après la défaite de la branche d'Al-Msaod, la sphère de pouvoir des Zurayides s'étendait de Taïz à Dhofar. Une décennie plus tard, le souverain Muhammad bin Saba acheta un certain nombre de forteresses et de villes importantes des Sulayhides et épousa la dernière reine Sulayhide, héritant ainsi de toutes les possessions des Sulayhides. Parmi elles figuraient Dhū Jibla, al-Takar, Ibb et Ḥabb. Muhammad bin Saba mourut en 1153, et son fils et successeur Imran en 1166. Tous deux furent loués par leur contemporain 'Umara comme des dirigeants compétents et amicaux. Imran laissa trois petits fils. Les affaires furent désormais prises en charge par le vizir Yāsir bin Bilāl, fils d'un affranchi, qui fut décrit comme courageux, vertueux et généreux[réf. nécessaire].

## Pression sunnite des Mahdides et des Ayyoubides
Une nouvelle dynastie sunnite agressive à Zabid, les Mahdides, assiégea Aden en 1164. Face à cette menace aiguë, les Zurayides demandèrent de l'aide au sultan hamdanide de Sanaa. Ensemble, les alliés réussirent à vaincre complètement le dirigeant mahdide Abd an-Nabi en 1173. Cependant, immédiatement après ces événements, une expédition ayyoubide sous le prince Turan-Shah (en) fut envoyée contre l'Arabie du Sud. Lorsque les Ayyoubides conquirent Aden le 22 juin 1174, le règne des Zurayides prit fin. Yāsir bin Bilāl, qui gérait encore les affaires de l'État, s'enfuit de la ville mais fut trahi et remis à Turan Shah, qui l'exécuta en 1175.

## La fin de la dynastie zurayide
Au cours des deux premières décennies de la domination ayyoubide, l'influence des Zurayides (les vestiges des dynasties Zurayides-Sulayhides) refit surface dans les enclaves des montagnes, jusqu'à ce qu'elle soit finalement réprimée vers 1193 avec la reddition du château de Damloa dans la région d'Al-Hujariah.

## Liste des dirigeants
Branche Al-Msaod – possessions côtières
- Al-Msaod bin Al-Karam Al-Zurayi (1083–1110)
- Abi Al-Gharat bin Al-Msaod (1110–?)
- Muhammad bin Abi Al-Gharat bin Al-Msaod (?–?)
- Ali bin Muhammad bin Abi Al-Gharat bin Al-Msaod (?–1150)

Branche Al-Abbas – possessions terres intérieures
- Al-Abbas bin Al-Karam Al-Zurayi (1083–1084)
- Zuray bin Al-Abbas  (1084–1110)
- Abi Saud bin Zuray (1110–?)
- Saba bin Abi Saud bin Zuray (?–1138)
- Ali Al-A'azz bin Saba (1138–1139)
- Muhammad bin Saba (1139–1153) (expansion vers le centre du Yémen)
- Imran Muhammad bin Saba (1153–1166)
- Muhammad bin Imran Muhammad bin Saba (1166–1174)
- Abi Saud bin Imran Muhammad bin Saba (1166–1174)